# آرثر بروك
آرثر بروك (بالإنجليزية: Arthur Brooke)‏ شاعر إنكليزي (توفي غرقاً يوم 19 مارس 1563) كتب وأنتج أعمالًا مختلفة، وأشيع أنه كان مصدر إلهام لوليام شكسبير، خاصة القصة النثرية التي نشرت عام 1567 بعنوان «قصر الملذات». والتي أُخذ معظمها من ترجمة فرنسية (عام 1559) لمجموعة من القصص الإيطالية للكاتب بانديلو.